# Ie Rhob Timur
Ie Rhob Timur is een bestuurslaag in het regentschap Bireuen van de provincie Atjeh, Indonesië. Ie Rhob Timur telt 430 inwoners (volkstelling 2010).